# Slovenian girl
Slovenian girl (orig. Slovenka) es una película del 2009 dirigida por Damjan Kozole. Se desarrolla en Liubliana durante la presidencia eslovena de la Unión Europea. Su protagonista fue Nina Ivanišin. La música estuvo a cargo de la banda de música electrónica Silence. Fue estrenada el mismo año durante el Toronto International Film Festival.

## Argumento
Liubliana, 2008. La película transcurre durante la presidencia eslovena de la Unión Europea. Alexandra (Nina Ivanisin) es una chica de 23 años, estudiante de inglés. Viene de una pequeña ciudad, sus padres están divorciados. Nadie sabe que Alexandra trabaja a través de anuncios personales en un periódico bajo el apodo de “The Slovenian Girl” ("La Chica de Eslovenia") y que la prostitución es su fuente secreta de ingresos. Es muy buena manipulando a los demás, incluido su padre y exnovio, es un mentirosa consumada y un poco ladrona. Está resentida con su madre y se refiere a ella como un «ser egoísta». Su ambición es la de escapar de la banalidad de su ciudad natal e instalarse en la gran ciudad, pero su trabajo clandestino la lleva a un peligroso encuentro con delincuentes locales.

## Elenco
- Nina Ivanisin como Alexandra.
- Peter Musevski como su padre.

## Festivales
- Sarajevo Film Festival
- Toronto International Film Festival
- Bitola IFF
- Reykjavik IFF
- London Raindance FF
- Montreal Festival of New Cinema
- Pusan IFF
- Warsaw IFF
- Mostra de Valencia
- Sao Paulo IFF
- Kiev IFF
- Leeds IFF
- Cairo IFF
- Thessaloniki IFF
- Segovia IFF
- Les Arcs IFF
- Palm Springs IFF
- Trieste IFF
- Gotebourg IFF
- Rotterdam International Film Festival
- Cinequest Film Festival San Jose
- Santa Barbara IFF
- Chicago IFF
- Sofia IFF
- Sarasota IFF
- Cleveland International Film Festival
- Copenhagen IFF
- Edinburgh IFF
- East End London FF
- Ivanovo IFF
- Cluj-Napoca IFF
- Napoli IFF
- Munich IFF
- Durban IFF
- Jerusalem IFF
- Motovun IFF

## Premios
- Premio a la mejor actriz del 2009 Mostra de Valencia, España.
- Premio a la mejor actriz del 2009 Les Arcs European Film Festival, Francia.